# 仕立屋銀次

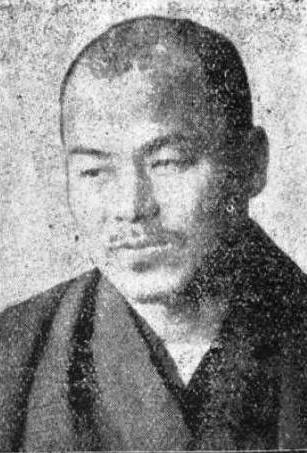
仕立屋銀次

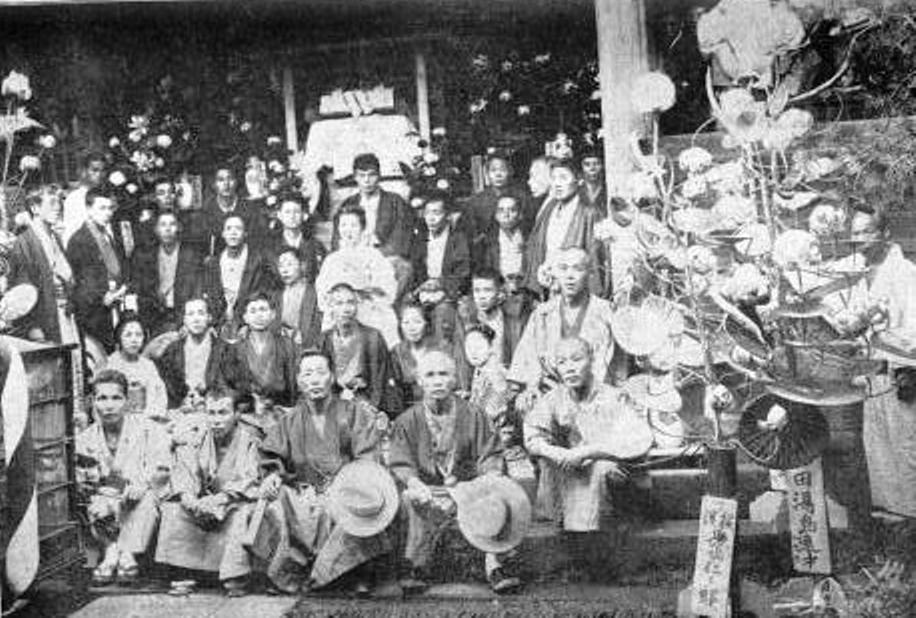
清水の熊の葬儀にて。銀次の手下たち。

仕立屋 銀次（したてや ぎんじ、1866年5月1日〈慶応2年3月17日〉- 没年不詳）は明治時代の東京のスリの親分。本名は富田銀蔵。和服の仕立て職人だったが、内妻の父親がスリの親分であったことからその跡目を継いだ。全盛期には手下のスリを約250名抱え、弁護士も数名雇うほどで、その贅沢な暮らしぶりから明治後期には日本一のスリ一味の大親分として知られていた。明治末期に逮捕され、大正時代に出所したが、昭和に入ってから再びスリを働き、再逮捕された。

## 略歴
慶応2年（1866年）、東京市本郷区駒込動坂町24（現在の東京都文京区千駄木5丁目の一部）で富田金太郎の一人息子として生まれる。父親は紙くず問屋と洗濯屋を営んでいたが、浅草猿屋町警察署の下請けとして強盗などの検挙に携わっていた。12～13歳ごろ、大丸呉服店などを取引先とする日本橋区通り旅籠町1-6（現在の中央区日本橋大伝馬町）の仕立屋・井坂浜太郎の元に奉公にでる。奉公を終えると、浅草小島町に引っ越し、通い職人となる。井坂から大丸の仕事をもらい、下谷御徒町4-18（現在の台東区上野の一部）に居を構え、弟子を従えて独立する。
26歳のとき、弟子の一人であった広瀬クニと通じ、内妻にして入谷（現在の台東区入谷）で暮らし始める。クニは、鬘師でスリの親分である「清水の熊」こと清水文蔵とその妾・和泉シンとの娘であったことから、銀次もスリ稼業に手を染めるようになり、清水の子分たちからの信頼も篤かったため、清水の死後、跡目を継いで親分となる。本妻と子を駒込動坂の本宅に住まわせ、自分はクニと子分約30名（50余名とも）とともに日暮里村金杉163（現在の荒川区東日暮里4丁目3番の一部）の別宅で暮らした。いずれも二重門構えの大邸宅で、他に貸長屋を50～60軒持ち、家賃収入だけでも月に100円（200円とも）以上、資産は50,000円を超えていた。
銀次たちの専門は主に汽車の中で稼ぐ「箱師」で、東海道本線から奥州線までを縄張りとしていた。手下たちを紳士風に装わせて悪事を働き、そのうわまえをはねるほか、クニの母親のシン名義で質屋を営み、そこで盗品もさばいていた。銀次の全盛期は1902年（明治35年）ころから逮捕される1909年(明治42年)までだが、逮捕の3年ほど前には跡目を手下の仙吉に譲り、銀次は監督に当たった。赤十字に寄付をし、日暮里村の村会議員になる一方で、関西地方のスリとも盗品をさばき合うような互助会的な一大闇ルートを開発し、仲間の交流のための待合を開いて芸妓出張所を営業するなど、巨大な犯罪組織を形成していた。
当時東京市内にスリは約1500人いると言われ、1906年(明治39年)ころからスリ一掃のための大検挙が始まった。それ以前は、情報収集の手段に刑事がスリや博徒を利用することがあったため、スリの取り締まりはそれほど厳しくなく、スリ被害の届けがあると、刑事が親分に言って盗品を出させたり、逮捕されたスリを釈放するというような特殊な関係があったが（刑事とスリが結託して犯罪をすることもあった）、大検挙のあとに警察にスリ係ができ、そうした関係も崩れていった。1909年(明治42年)に金時計の盗難事件が起こり、これをきっかけに同年6月23日に逮捕された。1910年(明治43年)5月、裁判により懲役10年の判決を受け、服役。
1919年（大正8年）に釈放され南葛飾郡小松川町（現在の江戸川区）に住む息子新次郎の世話となっていたが、1930年（昭和5年）4月24日、新宿三越で時価70円相当（当時）の反物を万引して再び捕まった。この時は不起訴となっている。没年は不明。なお銀次のスリ組織の残党は、1980年代中頃までスリ師としての活動を行っていたことが確認されている。

## 金時計事件と一斉検挙
1909年（明治42年）6月、元新潟県知事の柏田盛文が外濠線（のちの東京都電）の電車内で金時計を盗まれた。公爵の伊藤博文から贈られた記念品の時計であったため、柏田は赤坂警察署に被害の報告と捜査を依頼した。警察は当時の二大勢力であった銀次と湯島の吉に出頭を命じたが、銀次側は誰も出頭しなかった。これをスリ一掃の好機として警察は銀次宅と関係先の質屋に踏み込み、盗品と思しき品々と質屋の通い帳を押収した。銀次は手持ちの金時計数個を手下に隠すよう渡したところ、この手下が一部を売り払ったのち持ち逃げした。警察は銀次の確たる証拠が掴めなかったため、証拠固めのために他のスリの親分を一斉検挙して取り調べたところ、通屋（盗品と知りつつ取引する専門業者）から銀次の罪跡が明らかとなり、同年11月に銀次を含め親方から子分まで東京市内のスリを大検挙した。

## 題材にした作品
- 映画『掏摸（すり）』(1965) - 監督・弓削太郎、主演・本郷功次郎。
- テレビ『歴史への招待　仕立屋銀次逮捕』（NHK、1980年11月27日）
- 浪曲『仕立て屋銀次』
- 演劇『恋ごろも仕立屋銀次』（1971）-原作・川口松太郎、脚本・小幡欣治、主演・長谷川一夫
- 小説『天切り松　闇がたり』浅田次郎、集英社
- 小説『仕立屋銀次』本田一郎、中央公論社
- 小説『仕立屋銀次隠し台帳』結城昌治、中央公論新社
- 小説『真説 仕立屋銀次』神坂次郎、光文社
- 桃太郎伝説シリーズ、桃太郎電鉄シリーズ：スリの銀次